# Korean Music Awards
Der Korean Music Award ist ein seit 2004 vergebener Musikpreis in Südkorea, der sowohl Mainstream- als auch Underground-Künstler in sämtlichen Musikrichtungen ehrt. Einige Zeit wurde der Musikpreis von der Regierung Südkoreas unterstützt.
Die nominierten Künstler werden durch eine Fachjury bestehend aus Musikjournalisten, Musikkritikern, Radiomoderatoren und sonstigen Musikexperten bewertet.
Aufgrund der COVID-19-Pandemie in Südkorea wurde die Preisverleihungszeremonie, die am 27. Februar 2020 hätte stattfinden sollen, abgesagt. Die Organisatoren veröffentlichten im Interesse der Fans eine Liste mit allen Gewinnern.

## Kategorien

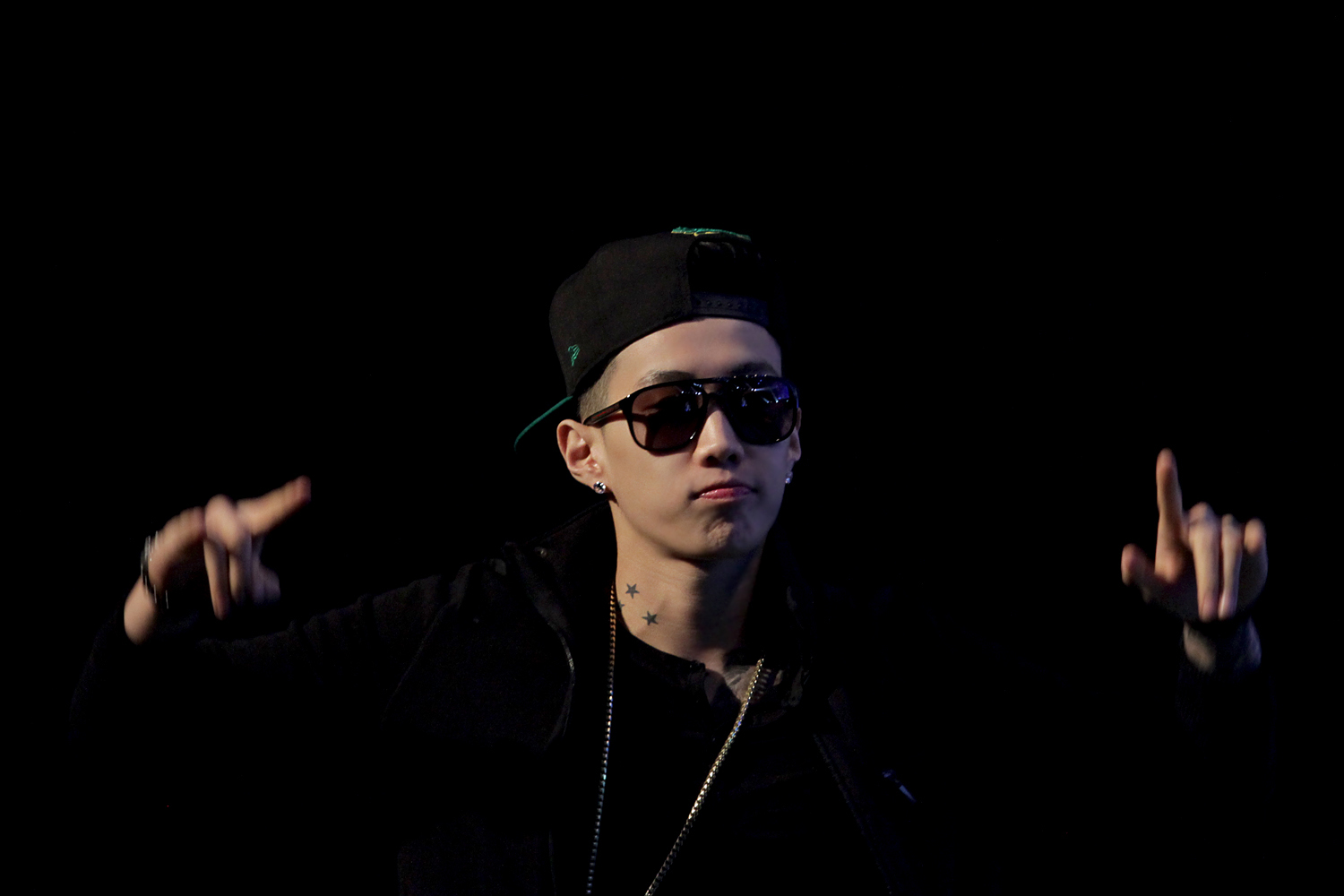
Rapper Jay Park bei den Korean Music Awards 2013.

### Aktuell
- Lebenswerk (Spezialpreis)
- Jurypreis (Spezialpreis)
- Künstler des Jahres (Hauptkategorie)
- Album des Jahres (Hauptkategorie)
- Lied des Jahres (Hauptkategorie)
- Newcomer des Jahres
- Bestes Album Pop
- Bestes Lied Pop
- Bestes Album Rock
- Bestes Lied Rock
- Bestes Album Modern Rock
- Bestes Lied Modern Rock
- Bestes Album Metal & Hardcore
- Bestes Album Folk
- Bestes Lied Folk
- Bestes Album Dance & Electronic
- Beses Lied Dance & Electronic
- Bestes Album HipHop
- Bestes Lied HipHop
- Bestes Album R&B und Soul
- Bestes Lied R&B und Soul
- Bestes Album Jazz & Crossover
- Bestes Lied Jazz & Crossover
- Bester Auftritt Jazz & Crossover
- Bester Filmsoundtrack

### Nicht mehr vergeben
- Musiker des Jahres einer Gruppe (Publikumspreis)
- Künstlerin des Jahres (Publikumspreis)
- Künstler des Jahres (Publikumspreis)
- Künstler des Jahres Rockmusik (Publikumspreis)
- Künstler des Jahres Modern Rock (Publikumspreis)
- Künstler des Jahres HipHop (Publikumspreis)
- Künstler des Jahres Pop (Publikumspreis)
- Künstler des Jahres Dance & Electronic (Publikumspreis)
- Künstler des Jahres R&B und Soul (Publikumspreis)
- Künstler des Jahres Jazz & Crossover (Publikumspreis)
- Musiklabel des Jahres